# Paul Pantaloni
Paul Pantaloni, né le 19 août 1884 à Ucciani et mort le 27 janvier 1973 à Vero, est un homme politique français.

## Mandats
- Député de Constantine (1946-1955)[2].